# The Monthly Mirror
The Monthly Mirror fu un periodico letterario inglese, pubblicato dal 1795 al 1811, fondato da Thomas Bellamy e successivamente di proprietà congiunta di Thomas Hill e John Litchfield. Fu pubblicato da Vernor & Hood a partire dalla seconda metà del 1798.
Il Mirror si concentrò sul teatro, a Londra e in provincia. Il primo direttore di Hill fu Edward Du Bois. Dal 1812 fu incorporato nel Theatrical Inquisitor.

## Collaboratori
- Thomas Batchelor
- Sir John Carr[6]
- Leigh Hunt
- Capel Lofft[7]
- Eliza Kirkham Mathews
- Thomas Park
- Horace Smith
- James Smith
- John Taylor, scrivendo "memorie e schizzi" dell'opera
- Henry Kirke White
- Samuel Whyte[8]
- Tate Wilkinson